# Maculatuur

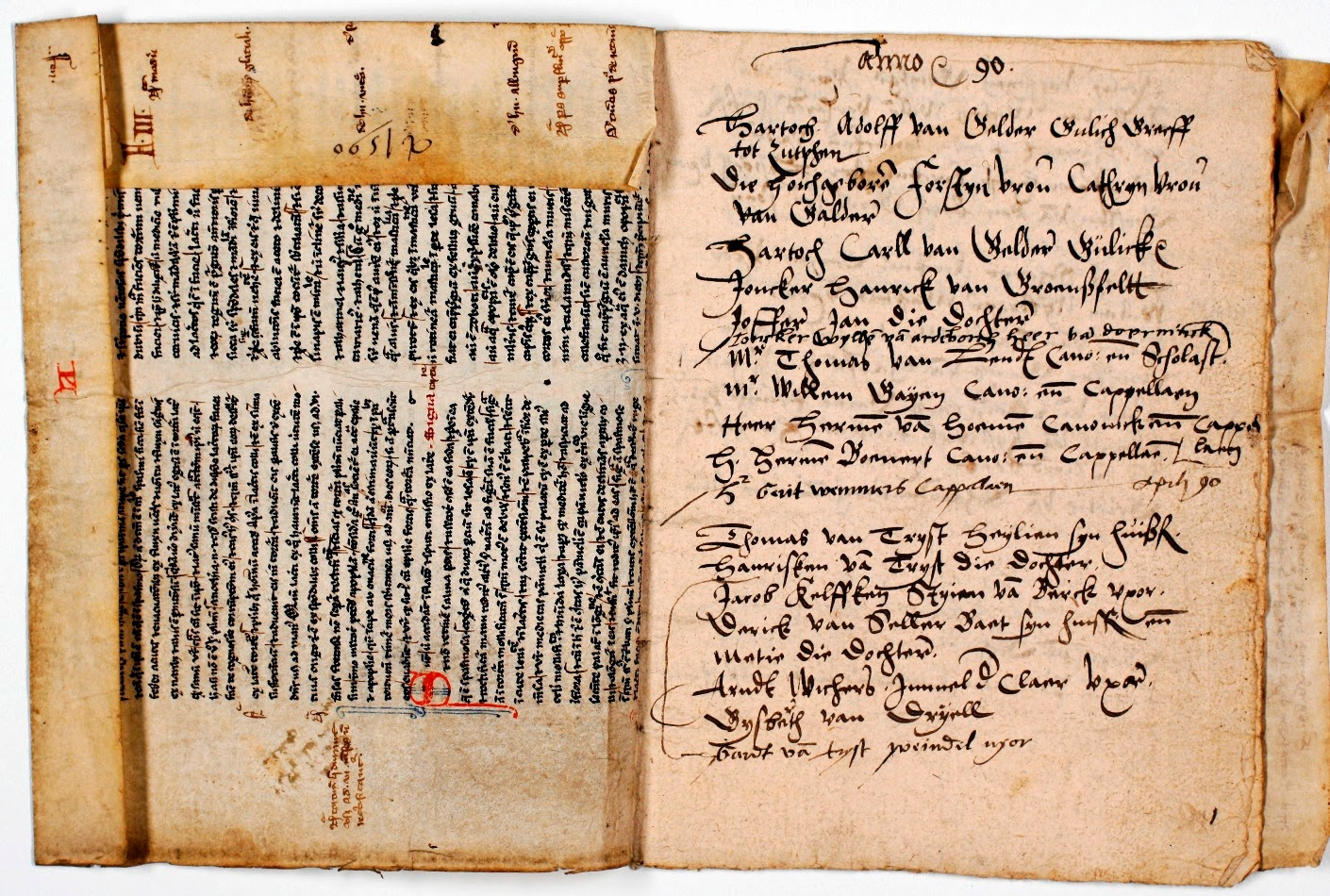
Maculatuur van een fragment van de Canon van de geneeskunde
als omslag om een zielboek van het Kapittel van de Sint Stevenskerk in Nijmegen uit 1590.

Maculatuur is een term voor al beschreven of bedrukte stukken perkament of papier die - vooral in de vijftiende en zestiende eeuw - werden hergebruikt bij het inbinden van nieuwe boeken. Deze oorspronkelijke vellen werden versneden om bij het inbinden, gebruikt bij het verstevigen van de (dek- of schutbladen van een boekband of het beschermen van het boekblok. De term maculatuur is afgeleid van het Latijnse 'macula', vlek. 'Maculatura' is letterlijk bevlekte dingen.
In het geval van perkamenten maculatuur was het materiaal dikwijls afkomstig van oude codices die in latere tijden waardeloos werden geacht. Vandaar dat men in oude boekbanden vaak fragmenten van oude teksten heeft teruggevonden. Fragmenten uit de oudste romans over Karel de Grote en zijn tijd (Karelepiek) is voornamelijk via dergelijke maculatuurfragmenten bekend. Een goed voorbeeld van dergelijke maculatuur is te vinden in Hs. 382, waarin 8 perkamenten schutbladen zijn toegevoegd, afkomstig van twee verschillende oudere handschriften.
Voor de versteviging werd gebruikgemaakt van drukproeven, maar ook van onverkochte exemplaren. Zo werden nogal wat prognosticaties, waarvoor bij het drukken meestal slechts één vel gebruikt was om een boekje samen te stellen, als maculatuurfragment teruggevonden.